# Réfugiés grecs de la guerre civile

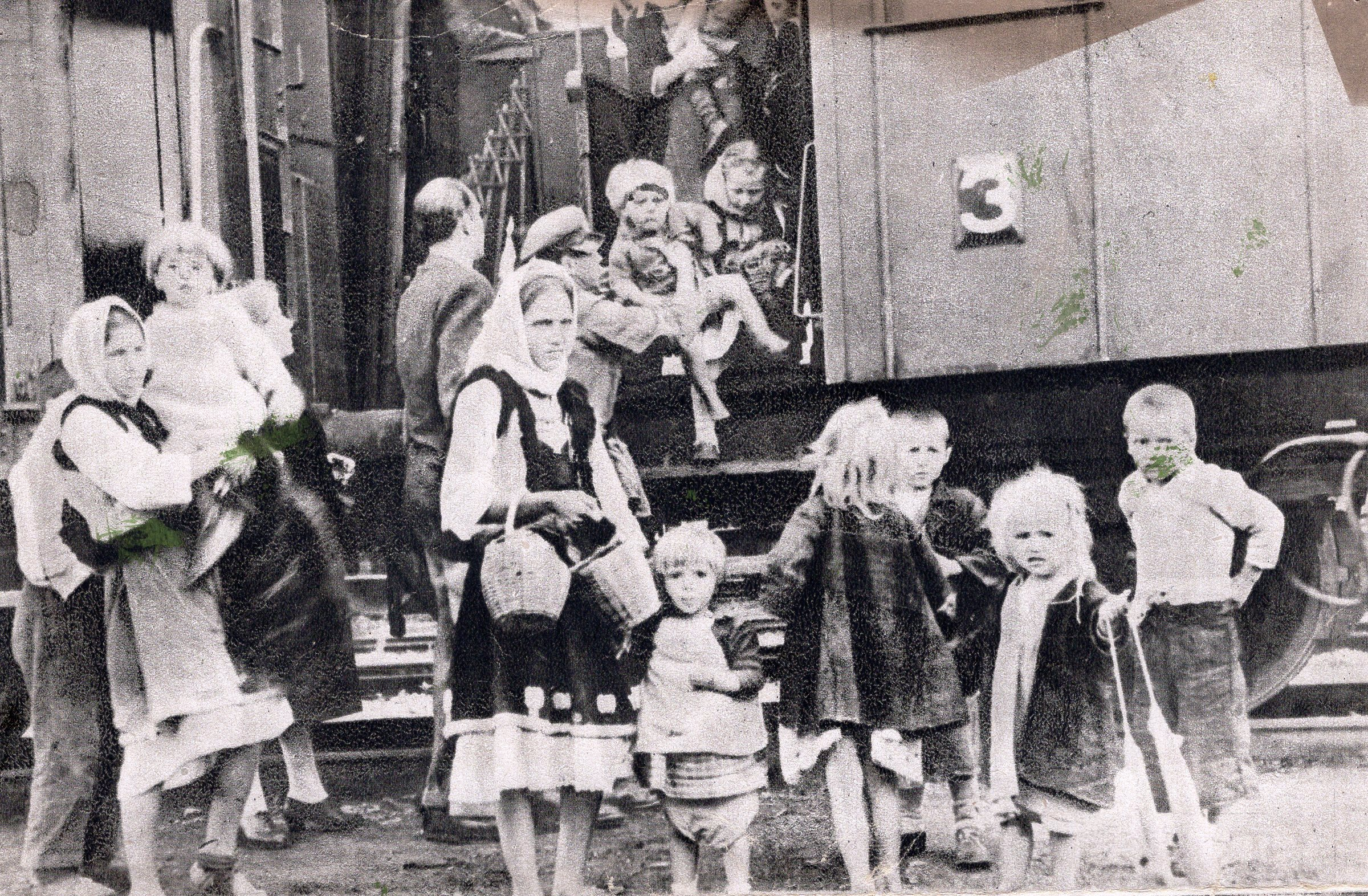
Enfants réfugiés de la Macédoine grecque.

Les réfugiés et déportés de la guerre civile grecque étaient des partisans et des sympathisants du parti communiste grec ayant fui le royaume hellène après la victoire des forces monarchistes en 1949. On estime qu'après l'évacuation de l'Armée démocratique de Grèce à Tachkent, plus de cent mille personnes, dont une trentaine de milliers d'enfants, ont émigré dans les pays du bloc soviétique ou y ont été transportés de force. Parmi ces réfugiés, une forte proportion appartenait aux minorités aroumaine et macédonienne slave.
Dans le contexte de la guerre froide naissante, et la volonté affichée de Truman de soutenir le camp royaliste, le fait que des partisans ont envoyé leurs propres enfants en sécurité en Bulgarie ou Yougoslavie a été déformé et instrumentalisé pour discréditer le camp communiste, en l'assimilant au vieil ennemi ottoman.